# Sigibert I
Sigibert I, född 535, död i december 575, frankisk, merovingisk kung, en av Chlothar I:s och Ingunds söner.  Han bedrev ett framgångsrikt krig mot sin halvbror Chilperik I.
Vid Chlothar I:s död 561 delades hans rike i enlighet med frankisk sed mellan hans fyra söner: Sigibert erhöll Austrasien i nordväst och vid brodern Chariberts död 567 eller 568 tillföll även dessa områden Sigibert. Attacker från avarer och nomader, som kan sättas i samband med hunnerna, tvingade honom att flytta sin huvudstad från Reims till Metz. Han slog tillbaka attackerna vid två tillfällen, 562 och 568.
Omkring 567 gifte han sig med Brunhilda, dotter till den visigotiske kungen Athanagild, vars andra dotter Galswinthia gifte sig med Chilperik. När Chilperik lät mörda Galswinthia för att kunna gifta sig med Fredegund krävde Sigibert hämnd. De två bröderna hade bekämpat varandra tidigare men deras avog för varandra växte nu till ett långt och bittert krig som tronarvingar på båda sidorna skulle driva vidare efter deras död.
Sigibert besegrade Chilperik och erövrade det mesta av hans rike. Chilperik gömde sig i Tournai men då hämndens timme närmade sig, precis efter det att Chilperiks undersåtar accepterat Sigibert som kung i Vitry-en-Artois, blev Sigibert mördad av två lakejer som Fredegund sänt till honom.
Sonen Childebert II blev kung vid faderns död, bara fem år gammal, varför hans mor Brunhilda var den verkliga regenten tills han blev tillräckligt gammal, något som ogillades av adeln.